# Rodrigo García (auteur)
Pour les articles homonymes, voir Rodrigo García et García.
Rodrigo García est un auteur, metteur en scène et scénographe hispano-argentin né en 1964 à Buenos Aires.
Il fonde la compagnie La Carnicería Teatro en 1989 à Madrid et a ainsi collaboré, avec le Centro Dramático Nacional (Espagne),Théâtre du Rond-Point, le Festival d'Avignon, le Festival d’Automne ou la Biennale de Venise.

## Biographie

### Débuts en Argentine
Rodrigo García naît en 1964, à Buenos Aires d'un père boucher et d'une mère marchande de légumes, tous deux immigrants espagnols. Il grandit dans les quartiers pauvres de la périphérie de Buenos Aires. C'est à l'âge de sept ans que Rodrigo Garcia va au théâtre pour la première fois. Ses parents l'emmènent voir une pièce de Federico García Lorca, mise en scène par Víctor García : Yerma. La mise en scène totalement folle de Victor Garcia déclenche sa passion et ses ambitions pour le théâtre.
Ses parents refusent qu'il fasse des études artistiques, un domaine qu'ils jugent sans avenir. Il commence alors des études en communication publicitaire, un domaine dans lequel il excelle et trouve rapidement du travail. Il découvre l'impact sur le public des slogans publicitaires et des phrases courtes. Ses revenus lui permettent de prendre des cours de théâtre en parallèle de ses études. Il se forme à la dramaturgie et à la mise en scène à l'école du Nuovo Teatro sous la direction de David Amitin, mais la méthode Stanislavski qu'il étudie ne lui convient pas. Rodrigo Garcia préfère arrêter les cours, jurant de ne plus jamais étudier le théâtre.
De 17 à 20 ans, il devient un grand consommateur de théâtre en allant voir une grande quantité de pièces de théâtre et d'œuvres cinématographiques. Il découvre les grands noms du théâtre de l'absurde comme Beckett, Ionesco ou encore Pinter. Il fréquente les quartiers de San Telmo, la Cinemateca Hebraica, le cinéma Leopoldo Lugones et le Cosmos 70. Il voit le spectacle de Kantor, Wielopole-Wielopole, et découvre un autre théâtre, un théâtre comme il a envie de le faire. Il reprend goût à la discipline et est influencé par d'autres artistes comme Inda Ledesma, Eduardo Pavlovsky.

### Carrière en Espagne
En 1986, la situation politique déplorable de l'Argentine le pousse à émigrer en Espagne, pour essayer de poursuivre sa carrière de metteur en scène et de dramaturge. À Madrid, il se heurte au point de vue conservateur. Ses propositions de mise en scène d'œuvres de Pavlovsky ne sont pas bien reçues.
Il rencontre plus tard Carlos Marquerie, qui deviendra son plus fidèle collaborateur. C'est avec lui qu'il construit un espace pour la création interdisciplinaire au Teatro Pradrillo. Favorisant un croisement entre les arts plastiques, la musique, le théâtre et la danse leur projet est d'établir des relations d'échange avec les théâtres européens. Marquerie réussit à organiser et produire une programmation théâtrale radicale et utopique. Lorsque Marquerie quitte le Teatro Pradillo en 1996 pour former la compagnie Lucas Cranach, il est le seul Madrilène de la ville d'Ercilla qui accueille les propositions de García. Rodrigo García construit son théâtre, en Espagne, sous l'influence de Heiner Müller. Il crée en 1989 sa compagnie: La Carniceria Teatro (Théâtre boucherie) une mise en pièce de la dramaturgie conventionnelle. Le nom de la compagnie fait directement référence à la boucherie familiale dans laquelle il a grandi.
Pendant les années 1990, son œuvre interagit fortement avec le paysage artistique contemporain : installations, vidéos et performances. Il met également en avant ses influences : Samuel Beckett, Thomas Bernhard, Luis Buñuel.
García cherche à mettre en scène la liberté que les artistes plastiques utilisent et à dépasser les formes du théâtre traditionnel.
Il crée en 1993 Los tres cerditos et en 1996 El dinero qui aujourd'hui sont d'une grande actualité. Ils utilisent des réseaux textuels pour laisser le spectateur désorienté et affecté. Rodrigo García prend de la distance par rapport à ces pratiques très commerciales utilisées comme champ de bataille. Il travaille comme dans un laboratoire, expérimente et cherche de nouvelles formes de mise en scène, son travail trouve peu à peu une empreinte forte.
Dans les années 1990 la création de Rodrigo García évolue vers une communication scénique plus directe, plus explicite dans ses références sociales et aussi plus physique. Le degré d'implication physique des acteurs est à mettre en parallèle avec le degré d'engagement social qui est visible dans son œuvre. Le travail des acteurs cherche un face à face avec le public et avec la société. L'œuvre transmet une attitude de confrontation et d'insolence. La scène retourne la société de consommation, moraliste et hypocrite.
Cette période correspond à ses œuvres les plus célèbres, celles qui lui ont ouvert les portes du théâtre public européen et les festivals internationaux. After sun (2000) atteint trois cents représentations et J'ai acheté une pelle à Ikéa pour creuser ma tombe (2002) remporte également un grand succès. L'histoire de Ronald, le clown de McDonald's (2002) est toujours programmée six ans après la première représentation. Celles qui ont déjà quitté l'Espagne, comme Jardineria humana et Agamemnon (à mon retour du supermarché, j'ai flanqué une raclée à mon fils) toutes les deux en 2003 où García atteint les extrémités de son langage scénique.
L'organique est privé de limites. Il en va de même chez David Lynch ou Cindy Sherman, García utilise ce qui est abject avec l'intention de pénétrer dans ce que l'on appelle "l'univers du mal". Pour ces artistes, la liberté, le chaos, le désordre et la sexualité suscitent la peur et la crainte des spectateurs.
Selon Oscar Cornago, après cette période d'accélération, Rodrigo García prend un temps de réflexion, dans lequel il continue de faire tourner ses spectacles, mais il suspend la création. En 2004, il utilise des propositions simples pour présenter des textes sous forme de monologues, Borges et Goya.
En 2009, l'UNESCO lui remet le XIe Prix Europe Réalités Théâtrales, avec d'autres artistes : le Belge Guy Cassiers, l'Italien Pippo Delbono, le Hongrois Árpád Schilling et le Français François Tanguy et son Théâtre du Radeau. Malgré l'importance de cet événement, il passe pratiquement inaperçu dans l'opinion publique espagnole.
Avec Mort et réincarnation en cow-boy (2009) ou Daisy (2013), il engage une exploration plus abstraite du monde, dont il offre des métaphores dérangeantes et lucides. Il confronte le public à ses propres mystères, à ses peurs ou à ses fantasmes, non sans provoquer parfois la polémique comme avec Accidens (2005) et Golgota Picnic (2011).

### Carrière en France
Depuis le 1er janvier 2014, il est le directeur du centre dramatique national (CDN) de Montpellier, le Théâtre des Treize vents, qu’il a rebaptisé « Humain trop humain » en septembre 2014. Il crée en novembre 2015 le spectacle 4, sa première pièce en tant que directeur du CDN. Il décide en 2016 de ne pas renouveler son mandat qui se termine en janvier 2018. Il explique sa décision par le manque de moyens financiers alloués et le faible soutien de l'agglomération.

## Écrivain de plateau[3]
D'après Bruno Tackels, Rodrigo García fait partie des quatre écrivains de plateau contemporains. Il définit la notion d'« écrivain de plateau » comme une notion qui n'est assimilable à aucune doctrine ni dogme. Elle n'a aucun point commun sur le contenu esthétique. C'est « une manière d'être ». Elle implique un rapport étroit entre le poème et l'acteur, entre l'écriture et la scène. La proximité du plateau donne vie au texte théâtral. Bruno Tackels évoque une approche non « texto-centrée ». Il y a une coexistence des formes et des pratiques. Le théâtre accueille l'altérité. Le travail débute seulement à partir du moment où l'on est sur le plateau. Le texte sort du livre pour se livrer aux forces et à l'ordre propre du plateau. C'est le travail scénique qui donne les critères pour choisir certains de ces textes déjà écrits. Les textes repris peuvent créer des situations différentes sur le plateau selon les acteurs et raconter des histoires différentes. Donc cela permet des mises en scène très différentes sur un même texte. Cela est renforcé par le fait que Rodrigo García refuse les didascalies.
Selon Tackels, l'apparition de la notion de metteur en scène, au XXe siècle, a considérablement marginalisé le travail des écrivains de théâtre. La mise en scène devient un art à part entière car elle place le texte au centre du dispositif théâtral et la scène au service d'un sens textuel. Il oppose cette conception à un nouveau théâtre, celui des écrivains de plateau, théâtre qui s'écrit d'après le théâtre et non pour le théâtre et qui puise toute son énergie dans la scène. Une écriture qui disparaît aussitôt qu'elle est matérialisée.
Il va jusqu'à dire que la conception de metteur en scène commence petit à petit à devenir obsolète, et qu'il faut trouver un nouveau langage pour une nouvelle génération d'artistes. D'où l'apparition d'une querelle en 2005, au Festival d'Avignon, sur ce thème. Car chez l'écrivain de plateau, les mots s'inscrivent en une construction essentiellement mûrie dans l'espace et le temps du plateau. Il s'intéresse également à la scène et davantage aux personnes qu'aux personnages. Dans ces derniers spectacles, le travail est engagé avec les acteurs. Ce sont eux qui prennent en charge, par l'intermédiaire de leurs corps, la violence d'une société.
Ils sont en relations avec ce qui d'habitude est au service de l'homme : la nourriture, les biens de consommation. Il n'occupe plus le centre texto-centré du plateau. Cette désertion peut désorienter car sa présence et son pouvoir de témoigner pour l'humanité est au cœur du travail du plateau.
Les écrivains de plateau produisent un texte non dramatique construit pour la scène et à partir de la scène. Rodrigo García apparaît comme l'une des figures emblématiques de cette posture. Ces écritures modifient la figure et le travail de l'acteur. Tout doit sortir du sérieux sacralisant, tout ce que nous devons dire doit sortir de la langue d'un théâtre théâtral.
Chez Garcia, le plateau est parfois fragilisé par le fait qu'il n'est pas protégé par le masque d'une fiction marquée.
Fascinant et inquiétant, généreux et glaçant, travaillé par des pulsions contradictoires qui se retrouvent dans la réception très contrastée de ses spectacles. Comme pour les autres écrivains de plateau, le travail de Rodrigo García se prolonge dans l'esprit de chaque spectateur.

## Une esthétique avant-gardiste
Son expérience dans le monde de la publicité influence considérablement Rodrigo García dans ses choix esthétiques. C'est pour cela qu'il développe son esthétique dans la première partie de son œuvre. Ainsi Rodrigo García actualise l'agit-prop, cependant il l'utilise avec des formes culturelles actuelles. La présence de l'imaginaire de la publicité et les références communes à la variété en témoignent.
Le théâtre épique contribue également au développement de son esthétique liée à la publicité car il ne travaille pas sur l'apitoiement ni la compassion.
Cette connaissance du monde intérieur de la publicité va contribuer à ses techniques mises en œuvre pour dénoncer des phénomènes de société.
Son théâtre provient de cette esthétique de la déconstruction inspirée de Heiner Müller, et utilisée dans une forme publicitaire. Rodrigo García explore toutes les possibilités pour mettre en scène cette déconstruction. Son écriture de plateau participe à cela au fait qu'il écrit sans aucune sacralité du texte. Il n'y a, chez lui, aucun rapport sacré au texte. Si un passage de texte ne le satisfait pas, il le supprime sans aucune gène. Il utilise le texte comme un matériau et un outil pour servir le propos se construisant sur la scène, le matériau principal et essentiel étant l'acteur.
Par conséquent, García a recours à la performance. Son histoire ne cesse de s'alimenter des grandes veines de l'histoire littéraire et plastique : grande tradition littéraire et philosophique, celle d'Olive, d'Eschyle, de Shakespeare.
Son écriture fait exploser les codes traditionnels de l'espace théâtral. C'est pour cela qu'il refuse la présence de toutes didascalies qui dicteraient les lois de la scène. Les textes doivent parler d'eux-mêmes et trouver leur propre traduction scénique.
Son esthétique est dirigé par un principe qui est de se référer à la culture mais de parler hors d'elle. Cela en raison du fait que le monde actuel n'est pas autre chose que cet écart.
Ce n'est pas qu'un dramaturge, il est également cinéaste. Ce qui va lui servir dans plusieurs de ses œuvres. Il va tourner le dos à la narration dramatique en approfondissant le sillon d'une critique de consommation. García est absolument littéral. On lui reproche même de ne pas être un poète. Il utilise donc la prose littérale et s'interdit tous les tabous.
Rodrigo Garcia ne met pas en scène les conflits mais seulement leurs effets. Ce type de pratique est comparable à celles de Brecht. En effet, cette esthétique a pour conséquence de faire réfléchir le spectateur sur sa propre condition par l'intermédiaire d'un phénomène de distanciation. Toutes les pièces proposées demandent quelque chose au spectateur avec des niveaux d'exigence différents. Rodrigo García provoque par son esthétique et cherche à être subversif.
On peut remarquer l'importance des titres de ses pièces qui sont explicites et qui sortent du registre de la fable, de la figure héroïque de toute narration dramatique.

## Un théâtre engagé politiquement
Son parcours artistique est marqué par deux étapes : la première étant principalement centrée sur l'esthétique, la deuxième sur la politique. À un moment, son œuvre change, marquée par une prise de conscience, « portée jusqu'à un niveau quasiment pamphlétaire », note Tackels. Mais tout au long de son parcours, ses œuvres n'ont jamais « cessé de dire qu'on peut vivre d'une façon, et même penser qu'on pourrait vivre d'une autre façon ». L'une étant donc implicitement politique, et l'autre explicitement engagé politiquement. À partir de ce moment, García « n'hésite pas à affronter de façon directe, sans détour à la métaphore » : « Là, le théâtre peut vraiment devenir théâtre de combat » dit Rodrigo García.
Son théâtre est principalement orienté dans l'idée d'une remise en cause des standards par lesquels la société nous marque et nous modélise : la guerre commence par la mise au plateau de nos modes de vie à l'occidentale, d'où la présence culminante d'un thème : notre rapport à la nourriture.
« Je veux dire que nous sommes ce que nous ingérons. Et ce que nous avalons (par la bouche, par les yeux et les oreilles), curieusement, j'insiste, nous rend toujours plus transparent, translucides, et nous affaiblit. Une première partie du monde lutte pour contrôler sa surcharge pondérale. Bizarrement, plus les kilos de graisse sont nombreux, moins l'être a d'épaisseur ». Conférence à Rennes, colloque "mises en scène du monde", 2004
L'idée que l'homme se fait avaler « par », tout en contribuant « à » la société de consommation et en devient translucide est la principale dénonciation. Mais ce théâtre mène aussi de front une guerre qui dénonce mass-média, "télé-poubelle", rapport à la nature et aux animaux, magnification de la sexualité, violence politique, démocratie en décomposition, perte des valeurs (religion, tradition), enfance et générations, système éducatif : des thèmes tabous et dont certains sont inédits au théâtre.
D'où un théâtre frontal qui porte « à chaque instant la responsabilité d'un désastre mondial, lequel concerne précisément le monde entier », et qui implique un public justement impliqué où une lente mise à mort des corps se crée dans la mise en abîme de notre monde sur le plateau, celle des corps dans l'arène cathodique de la consommation. La violence exprimée sur le plateau est justifiée par García comme la seule manière d'être à la hauteur de ses idées face au monde : la violence y est induite comme paradoxale, les corps luttant contre des pulsions contradictoires. Violence qui induit un rapport de conscience avec le public : plus la violence augmente sur scène, plus elle donne l'impression qu'il s'agit du spectateur qui la provoque.
Le théâtre de Rodrigo García entretient un rapport brechtien sur plusieurs points. Le phénomène de distanciation est établi avec l'évènement par la présence de l'enfant. Il cherche à aller plus loin dans l'œuvre. Par conséquent, de grandes polémiques éclatent autour de son œuvre. Chez Brecht comme chez García, on ne peut pas dissocier le processus de l'effet. Il y a également le fait que les spectateurs doivent achever leur travail de réflexion après la représentation à partir des différents textes parcellaires qui sont énoncés sur scène.

## Réception de ses œuvres
En seulement dix ans depuis la formation de la Carniceria teatro, Rodrigo García réussit à s'imposer comme l'une des figures majeures de renouvellement sur la scène théâtrale européenne. Ce qui implique une forte réception publique de ces œuvres, portant le germe d'un théâtre vivant. Pourtant, à ses débuts, la réception publique reste très minoritaire dans son pays, l'Espagne, réputé comme très conservateur sur le plan théâtral. La critique est alors uniquement péjorative, ne considérant pas son œuvre comme du "vrai théâtre".
C'est sa rencontre avec la France, et particulièrement à Rennes au Théâtre National de Bretagne, et plus tard au Festival d'Avignon, qui changera la donne au niveau de la critique. Ses pièces étant plus acceptées, il peut alors développer pleinement son travail.
La réception publique est très fertile car sujet à polémique. Les sujets mis en avant choquent ainsi que la manière de les mettre en scène. Ils produisent des effets immédiats et toujours très contradictoires: enthousiasme ou colère, engouement ou méfiance : son plateau fait parler.
Voici quelques reproches qui lui ont été faits : 
- Un style d'écriture trop littéral qu'on ne considère pas comme de la poésie. Bruno Tackels contourne cette critique en parlant de « prose littérale » : la logique littérale met l'insupportable devant les yeux et cela dérange.
- On lui reproche aussi les propos trop « crus » qu'il a tenus durant ses interventions (« Bizarrement, plus les kilos de graisse sont nombreux, moins l'être à d'épaisseur » ; conférence donnée à Rennes, lors du colloque Mises en scène du monde, 2004 ; pourquoi l'intelligence serait-elle fonction du poids ?), ainsi que le faux prétexte d'une critique de la société de consommation pour cacher un fond un peu faible.
- On lui reproche de faire de la provocation.
- D'autres considèrent que son œuvre n'est que violence crue et gratuite, alors que d'autres y voient les effets exagérés d'une société sur les corps mis à nu.
- Certains reprochent également ce qu'ils voient comme une absence de parti pris et un esprit nihiliste. Rodrigo García ne met en effet pas en scène les conflits. Cependant le double tranchant de la critique l'assimile au courant brechtien : l'absence de parti pris n'est que le dévoilement d'un processus indissociable de l'effet, montré sur scène à outrance. En ce sens, le spectateur doit faire un travail et se laisser provoquer par la pensée dans le raisonnement implacable de l'œuvre.
- La provocation n'est pas toujours bien reçue car la violence amenée sur le plateau ne correspond pas aux attentes et choque.
- La polémique continue sur les sujets choquants : des rumeurs et mythes naissent des interprétations et de l'imaginaire des spectateurs, notamment sur la mise en scène d'animaux et de leur mise à mort sur le plateau, alors qu'il s'agit de pure mise en scène. Rodrigo Garcia est catégorique sur le sujet : « Jamais je n'accepterai de tuer un animal. » Le « gaspillage » de la nourriture sur scène choque aussi. Ainsi que la mise à nu d'acteurs, qui devient problématique lorsqu'ils sont mis en scène de manière incongrue (la tête en bas, servant de promontoire pour la danse d'une poule picoreuse par exemple).
- Les polémiques se sont récemment amplifiées à la suite du traitement infligé aux animaux durant ses spectacles dans lesquels sont tués des homards, ou  pendant lesquels des hamsters sont jetés dans des aquariums. Une spectatrice a ainsi tenté de décrocher un homard lors de la première d'Accidens le 14 avril 2015, ce qui lui a valu de se faire invectiver par le metteur en scène.

Rajoutons que le public qui remplit les salles de spectacle est jeune, donc non habituel.
Lors du colloque Mettre en scène, organisé par le théâtre national de Bretagne en novembre 2004, où Rodrigo Garcia avait pris la parole, il y a eu des réactions extrêmes au point que l'un d'eux[pas clair] avait dit au directeur de théâtre : « On ne veut plus voir ce type-là chez nous. »
Il connaît aujourd'hui un fort succès alors que ses spectacles se désertaient à ses débuts. Aujourd'hui, son influence européenne devient mondiale.

### La polémiqueGolgota Picnic
En 2011, la pièce Golgota Picnic a déclenché de vives polémiques, à cause de la représentation du Christ qui y est développée. Jouée à Toulouse en novembre 2011, elle provoque des manifestations appelant à la déprogrammation du spectacle ; d'autres manifestations ont lieu à Paris en décembre 2011, lors des représentations au Théâtre du Rond-Point. La presse s'est largement emparée de la polémique, lui donnant une visibilité grandissante, relayant abondamment les arguments des deux camps.
En juin 2014, la pièce figure à l'affiche du festival polonais Malta de Poznań ; cependant, en raison de menaces de manifestations émanant de groupes catholiques, le directeur du festival, Michal Merczynski, décide d'annuler la représentation de la pièce. En réponse à cette annulation, des extraits de la pièce sont lus, joués et des enregistrements projetés dans plusieurs villes polonaises, les milieux artistiques polonais dénonçant une tentative de censure.

## Ses œuvres

### Représentations théâtrales: Mises en scène dont il est l'auteur

#### En France
- Les Cons (2001), Annecy.
- Je crois que vous m'avez mal compris (2002), Avignon.
- Jardinería humana (2004), Rennes, Paris, Toulouse.
- Rey Lear (2004), Valence.
- Aproximación a la idea de la desconfianza (2006), Annecy.
- Arrojad mis cenizas sobre Mickey (2006), Annecy.
- Cruda, vuelta y vuelta, al punto, chamuscada (2007), Avignon.
- Versus (2009), Paris.
- Muerte y reencarnación en un cowboy (2009), Rennes.
- C'est comme ça et me faites pas chier (2010), Avignon.
- L'Histoire de Ronald, le clown de Mac Donald's (2004), Avignon
- Golgota picnic texte, mise en scène, scénographie, Théâtre du Rond-Point, 2011
- Daisy, (2013), Annecy
- Flame + Accidens, 2014, Montpellier
- 4 (2015), Montpellier

#### En Espagne
- Acera derecha (1989), Madrid.
- Martillo (1989), Madrid.
- Matando Horas (1991), Madrid.
- Prometeo (1992), Madrid.
- El dinero (1994), Madrid.
- Notas de cocina (1995), Madrid.
- Nova (1995), Madrid.
- El carnicero español (1997), Madrid.
- Protegedme de lo que deseo (1998), Madrid.
- Conocer gente, comer mierda (1999), Madrid.
- Haberos quedado en casa, capullos (2000), Madrid.
- Aftersun (2001), Madrid.
- Somebody to love (2001), Madrid.
- A veces me siento tan cansado que hago estas cosas (2001), Sitges.
- Compré una pala en IKEA para cavar mi tumba (2003), Madrid.
- La historia de Ronald el payaso de McDonalds (2003), Madrid.
- Prefiero que me quite el sueño Goya a que lo haga cualquier hijo de puta (2004), Madrid.
- Accidens (matar para comer) (2004), Madrid.
- Versus (2008), Madrid.

#### En Italie
- Agamemnón (2004), Sicile.
- 2186 (2007), Florence.
- En algún momento de la vida deberías plantearte seriamente dejar de hacer el ridículo (2007), Florence.

### Textes publiés

#### En français
Éditions les solitaires intempestifs
- Prométhée, les Solitaires intempestifs, 2001  (ISBN 2-912464-28-5)
- Notes de cuisine, les Solitaires intempestifs, 2002  (ISBN 2-84681-026-5)
- Fallait rester chez vous, têtes de nœud, les Solitaires intempestifs, 2002  (ISBN 2-84681-026-5)
- After sun (suivi de) L'avantage avec les animaux, les Solitaires intempestifs, 2002  (ISBN 2-84681-011-7)
- Borges, les Solitaires intempestifs, 2002  (ISBN 2-84681-047-8)
- Vous êtes tous des fils de pute, les Solitaires intempestifs, 2002  (ISBN 2-84681-012-5)
- L'Histoire de Ronald le clown de chez Mc Donald's (suivi de) J'ai acheté une pelle à Ikea pour creuser ma tombe, les Solitaires intempestifs, 2003  (ISBN 2-84681-067-2)
- Jardinage humain (49 fragments 3listes 18 dessins), les Solitaires intempestifs, 2003  (ISBN 2-84681-048-6)
- Roi Lear, les Solitaires intempestifs, 2003  (ISBN 2-84681-034-6)
- Prometeo, les Solitaires intempestifs, 2003  (ISBN 2-84681-079-6)
- Agamemnon. À mon retour du supermarché, j'ai flanqué une raclée à mon fils, les Solitaires intempestifs, 2004,  (ISBN 978-2-84681-090-6).
- Goya (je préfère que ce soit Goya qui m'empêche de fermer l'œil plutôt que n'importe quel enfoiré), les Solitaires intempestifs, 2006  (ISBN 2-84681-154-7)
- Et balancez mes cendres sur Mickey (suivi de) Approche de l'idée de méfiance, les Solitaires intempestifs, 2007  (ISBN 978-2-84681-205-4)
- Bleue, saignante, à point, carbonisée, les Solitaires intempestifs, coll."livre DVD", Besançon, France, 2009  (ISBN 978-2-84681-256-6)
- C'est comme ça et me faites pas chier, les Solitaires intempestifs, coll."bleue", Besançon, France, 2009  (ISBN 978-2-84681-257-3)
- Versus, les Solitaires intempestifs, coll."bleue", Besançon, France, 2009, 56 p.  (ISBN 978-2-84681-268-9)
- Golgotha Picnic, Christilla Vasserot (trad.), Besançon, Les Solitaires Intempestifs, 2011.  (ISBN 978-2846813297)
- Cendres 1986-1999, Les Solitaires intempestifs, coll. Œuvres choisies, Besançon, France, 2011  (ISBN 978-2-84681-298-6)
- Cendres 2000-2009, Les solitaires intempestifs, coll. Œuvres choisies, Besançon, France, 2011  (ISBN 978-2-84681-337-2)
- Daisy, les Solitaires intempestifs, coll. "bleue", Besançon, France, 2014   (ISBN 978-2-84681-390-7)
- Barullo (Un livre dodécaphonique), les Solitaires intempestifs, coll. "Du désavantage du vent", Besançon, France, 2015  (ISBN 978-2-84681-434-8)
- Evel Knievel contre Macbeth suivi de 4, une pièce concrète, trad. Christilla Vasserot, coll. "Domaine étranger", Besançon, Les Solitaires Intempestifs, France, 2017.  (ISBN 978-2-84681-534-5)

#### En espagnol
Éditions Pliegos de Teatro y Danza
- Número 9 : Rodrigo García : Agamenón Volví del supermercado y le di una paliza a mi hijo  (ISBN 84-96523-12-8)
- Número 11 : Rodrigo García : Prefiero que me quite el sueño Goya a que lo haga cualquier hijo de puta  (ISBN 84-96523-13-6)
- Número 13 : Rodrigo García : Jardinería humana / A este tipo no queremos volver a verle  (ISBN 84-96523-14-4)
- Número 15 : Rodrigo García : Borges  (ISBN 84-96523-15-2)
- Número 20 : Rodrigo García : Aproximación a la idea de desconfianza / Esparcid mis cenizas en Eurodisney  (ISBN 978-84-96523-19-7)
- Número 22 : Rodrigo García : Cruda, vuelta y vuelta, al punto, chamuscada  (ISBN 978-84-96523-22-7)
- Número 28 : Rodrigo García : Versus (Texto)  (ISBN 978-84-96523-28-9)
- Número 29 : Rodrigo García : Versus (Dibujos)  (ISBN 978-84-96523-29-6)
- Número 35 : Rodrigo García : Muerte y reencarnación en un cowboy  (ISBN 978-84-96523-35-7)

Éditions La Una Rota
- Cenizas escogidas (Obras 1986-2009) de Rodrigo García  (ISBN 978-84-95291-13-4)

Caos Editorial
- Haberos quedado en casa, capullos. Llora mi cuerpo, no hay palabras.  (ISBN 84-95683-30-X)

## Prix et récompenses
- 2009 : Prix Europe pour le théâtre - Prix Europe Réalités Théâtrales[8]

### Prix Europe pour le théâtre - Premio Europa per il Teatro
En 2009, il a reçu le Prix Europe Réalités Théâtrales, à Wrocław, avec cette motivation :
Rodrigo García (1964) a travaillé d’abord en Argentine, puis est allé en Espagne où, après quelques années, il a créé la compagnie La Carniceria teatro, en faisant référence à "la boucherie" de son père mais également à l’approche qui est la sienne, approche qui s’attaque à "la viande" et au "sang" de la société moderne. Lui aussi "écrivain de plateau", selon la formule de Bruno Tackels, García entend maîtriser toutes les ressources de la scène car il élabore conjointement l’écriture, la mise en scène, la scénographie dans un geste qui cherche moins à être "total", unifiant, qu’à être plutôt "concret", explicitement critique et dépourvue de la moindre complaisance. García se réclame d’un théâtre explicite, d’un théâtre qui se méfie de la nuance et du commentaire pour assumer pleinement la mise en cause du monde capitaliste dans sa matérialité. Il y a chez lui un désir jamais assouvi d’affirmer l’horreur du monde en adoptant non pas la stratégie du détour mais l’agressivité de la mise en cause directe, matérielle et concrète. García, découvert au début des années 2000, par la scène européenne, malgré un travail original amorcé déjà dix ans auparavant, se focalise sur les procédés d’aliénation mis en place par la société de consommation. Elle finit par rendre prisonniers les êtres modestes pris dans les rets de ses multiples stratégies. García ne parle pas, ne commente pas, mais montre en acte le fonctionnement de cette aliénation en pratiquant l’hyperbole et l’excès. Chez lui l’engagement ne s’appuie pas sur un discours mais sur la matérialité exclusive et excessive des produits de consommation dont l’usage dénonce l’extraordinaire pouvoir pervers. Théâtre du concret, le théâtre de García se dissocie de la référence réaliste au profit de la métaphore physique, métaphore exposée et fournie aux spectateurs dans son expression repoussante et inquiétante. Point de confort ici, point d’analyse, personne n’est au-dessus de ce que le plateau dénonce comme le scandale de la société moderne: sans bénéficier d’aucune supériorité "idéologique", le metteur en scène et son équipe plongent dans le désarroi de la prolifération des aliments et des objets, dans l’avalanche des accessoires et des produits de consommation. Ils exaspèrent ce qui leur semble être exaspérant. La scène de García fournit une expérience intense sans message explicite, elle utilise et exploite les ressources scéniques de la matière. Matière présente telle quelle, oppressante et étouffante. Matière dépourvue de sens qui entraine la perte de soi et conduit au constat violent de la désindividualisation moderne. On pourrait avancer l’hypothèse que le théâtre de García est l’équivalent "matérialiste" du théâtre de Ionesco: ce que l’auteur de la Cantatrice chauve pratiquait au niveau du langage, García l’exerce au niveau des aliments. Leurs procédés s’apparentent. A la version langagière de "l’ absurde" il oppose sa version physique. La perte de la communication chez Ionesco par l’usage des lieux communs se convertit chez lui en perte de communication sous l’effet des clichés médiatiques. Et, chez les deux, les personnages appartiennent à la même condition sociale, rien ne les distingue. Pour des raisons distinctes, certes, mais sur le plateau la même déroute s’instaure et, nous de la salle, nous sommes confrontés à la "littéralité" de l’égarement. La scène montre, exacerbe, elle n’interprète pas. Son impact est d’autant plus fort que rien ne vient l’expliciter ou le commenter: il faut en vivre l’expérience et, ensuite, le convertir en discours personnel. C’est le principe de Ionesco ou García qui, malgré la distance dans le temps et les écarts esthétiques, se retrouvent dans leur rapport aux ressources du théâtre. Le théâtre de García a acquis une identité forte et il représente une "nouvelle réalité théâtrale" reconnaissable et toujours agressive. Théâtre critique, théâtre de contestation, mais non pas théâtre d’élucidation. García identifie et représente "les mythologies" modernes afin de mettre en cause leur effet dévastateur sur les couches moyennes de la sociétés, terrain privilégié de l’aliénation capitaliste.